# عبدالواحد سرابی
عبدالواحد سرابی (زادهٔ ۱۹۲۶) سیاستمدار اهل افغانستان و یکی از معاونان در حکومت رئیس‌جمهور محمد نجیب‌الله بود. وی از سال ۱۹۶۹ تا ۱۹۷۳ وزیر برنامه‌ریزی در پادشاهی افغانستان بود.